# Константин Марков (лекар)
Вижте пояснителната страница за други личности с името Константин Марков.
Константин Несторов Марков е български военен лекар, професор, пионер в борбата с маларията в България.

## Биография
Роден е в село Криво поле, Хасковска област през 1878 г. Син е на Нестор Марков и Екатерина Маркова (х.Пакова). Негови братя са акад. Владимир Марков, Светослав Марков и адв. Иван Марков. Има сестра Параскева и брат Марко Марков, убит като четник в Илинденското въстание през 1903 г. в четата на Никола Дечев.
Константин Марков завършва медицина в Москва през 1903 г., остава на специализация, но е екстрадиран в България заради участие в Революцията в Русия от 1905 г. Владее руски и италиански език.
Като военен лекар участва в Балканската война (1912 – 1913) и Първата световна война (1915 – 1918).
Дейността му като лекар и учен е свързана с научната и организационната дейност по ликвидирането на маларията в България. За продължителната научно-преподавателска работа му е присъдена степен професор, а за успешното ликвидиране на маларията и дългогодишната му работа в Министерството на здравеопазването е удостоен със звание „заслужил лекар“ през 1956 г.
Почива в София на 13 декември 1957 г.
През 1905 г. Константин Марков се жени за рускинята Параскева Павловна в Москва – имат син Юрий, който почива през 1938 г.